# Hype-Zyklus

Hype-Zyklus nach Gartner Inc.

Der Hype-Zyklus stellt dar, welche Phasen der öffentlichen Aufmerksamkeit eine neue Technologie bei deren Einführung durchläuft. Der Begriff des Hype-Zyklus wurde von der Gartner-Beraterin Jackie Fenn geprägt und dient heute Technologieberatern zur Bewertung in der Einführung neuer Technologien.
Die Darstellung erfolgt gemäß Fenn in einem Diagramm: auf der Y-Achse ist die Aufmerksamkeit (Erwartungen) für die neue Technologie aufgetragen, auf der X-Achse die Zeit seit Bekanntgabe. Die Kurve steigt anfangs explosionsartig an, um dann nach einem Maximum ebenso stark zu fallen. Nach einem Zwischenminimum steigt die Kurve erneut an bis zu einem höheren Niveau der Beharrung.
Mathematisch handelt es sich schlicht um das Abklingen nach einer Sprunganregung in Form einer stark exponentiell gedämpften Schwingung mit Annäherung an eine Gleichgewichtslage um den Sprung höher als am Anfang der Schwingung.
Ein Beispiel für einen Hype-Zyklus findet sich in Amaras Gesetz, das von Roy Amara geprägt wurde. Es besagt: „Wir neigen dazu, die kurzfristige Wirkung einer Technologie zu überschätzen und die langfristige Wirkung zu unterschätzen.“
Der einfache Hype-Zyklus wird nach dieser Definition in fünf Abschnitte unterteilt:
Technologischer Auslöser
Die erste Phase ist der technologische Auslöser oder Durchbruch, Projektbeginn oder ein sonstiges Ereignis, welches auf beachtliches Interesse des Fachpublikums stößt. Trittbrettfahrer steigen auf das neue Thema auf.
Gipfel der überzogenen Erwartungen
In der nächsten Phase überstürzen sich die Berichte und erzeugen oft übertriebenen Enthusiasmus und unrealistische Erwartungen. Es mag durchaus erfolgreiche Anwendungen der neuen Technologie geben, aber die meisten kämpfen mit Kinderkrankheiten.
Tal der Enttäuschungen
Technologien kommen im Tal der Enttäuschungen an, weil sie nicht alle Erwartungen erfüllen können und schnell nicht mehr aktuell sind. Als Konsequenz ebbt die Berichterstattung ab.
Pfad der Erleuchtung
Obwohl die Berichterstattung über die Technologie stark abgenommen hat, führen realistische Einschätzungen wieder auf den Pfad der Erleuchtung. Es entsteht ein Verständnis für die Vorteile, die praktische Umsetzung, aber auch für die Grenzen der neuen Technologie.
Plateau der Produktivität
Eine Technologie erreicht ein Plateau der Produktivität, wenn die Vorteile allgemein anerkannt und akzeptiert werden. Die Technologie wird immer solider und entwickelt sich in zweiter oder dritter Generation weiter. Die Endhöhe dieses Plateaus hängt stark davon ab, ob die Technologie in Massen- oder Nischenmärkten angenommen wird.
Berühmtes Beispiel ist das Internet selbst: anfangs verkannt, dann explosionsartig überschätzt (Dotcom-Blase) und nunmehr auf einem konstant ansteigenden Weg. Zwar konnte die Erfinderin Jackie Fenn mithilfe dieser Kurve bereits 1999 den Dotcom-Crash ein halbes Jahr zuvor vorhersagen, allerdings lag sie 1995 mit ihrer Einschätzung, der „Information Superhighway“, heute als Internet bezeichnet, befinde sich bereits im Niedergang, völlig falsch. Ein weiteres Beispiel ist der KI-Winter, in dem die Erwartungen und Investitionen in die Künstliche Intelligenz stark zurückgingen.

## Kritik
Eine Analyse der Hype Cycles von Gartner seit dem Jahr 2000 zeigt, dass nur wenige Technologien tatsächlich einen identifizierbaren Hype Cycle durchlaufen, und dass die meisten wichtigen Technologien, die seit dem Jahr 2000 eingeführt wurden, in der Praxis nicht zu einem frühen Zeitpunkt in ihrem Einführungszyklus identifiziert wurden. Tatsächlich stellt der Hype Cycle nicht dar, was tatsächlich mit einer Technologie passiert, sondern nur, wie sie wahrgenommen wird. Sie zeigt zu einem bestimmten Zeitpunkt, auf welchem Niveau sich die Begeisterung für eine Technologie befindet.